# Stefano Bagnoli
Stefano Bagnoli (* 17. Februar 1963 in Mailand) ist ein italienischer Jazzmusiker (Schlagzeug, Komposition); er gilt als einer der besten Jazzdrummer Italiens.

## Leben und Wirken
Bagnoli stammt aus einer Musikerfamilie; sein Onkel Carlo und sein Vater Luigi Bagnoli haben 1951 die Milan College Jazz Society gegründet (eine der ersten Gruppen des traditionellen Jazz in Italien). Früh erhielt er Unterricht, zunächst von Schlagzeugern des Mailänder Rai-Orchesters. Dann studierte er am Konservatorium seiner Geburtsstadt; zwischen 1982 und 1985 gehörte er Mailands Sinfonieorchester G. Verdi an.
Bagnoli begann seine Karriere als Schlagzeuger im Jazzbereich bereits 1978 und arbeitete zunächst mit Musikern wie Carlo Bagnoli, Sante Palumbo, Paolo Tomelleri und Franco Cerri. Dann gehörte zu den Gruppen von Dado Moroni, Paolo Fresu, Dino Rubino, Franco Ambrosetti, Paolo Dalla Porta, Riccardo Fioravanti, Paolo Jannacci, Mattia Cigalini, Giuseppe Mirabella und Nello Toscano. Mit dem Mundharmonikaspieler Max De Aloe, dem Pianisten Renato Sellani und dem Bassisten Massimo Moriconi bildete er ein kollaboratives Quartett, das 2001 das Album Il Poeta veröffentlichte. 2011 gründete er sein erstes „We Kids Trio“, das er im Laufe der Jahre nutzte, um junge Talente zu fördern. 2016 erneuerte Bagnoli das Trio mit dem Pianisten Giuseppe Vitale und Schlagzeuger Stefano Zambon.
Drei „Tribute“-Alben entstanden unter eigenem Namen, eines mit dem We Kid Trio an den Musiker Billy Strayhorn (2015), ein zweites (2017) an den Dichter Arthur Rimbaud, das auch Rezitationen von Bagnoli enthält, und ein weiteres 2019, wieder mit dem We Kid Trio, an Salvador Dalí. Auch das Album Carpe Diem (Tǔk Music, 2018) des Paolo Fresu Devil Quartet, dem der Drummer angehört, enthält eine 5-minütige Komposition Ballata per Rimbaud von Bagnoli.
Weiterhin arbeitete Bagnoli mit Benny Bailey, Randy Brecker, Chico Buarque, Emanuele Cisi, Harry Sweets Edison, Buddy DeFranco, Roberta Gambarini, George Garzone, Johnny Griffin, Gustl Mayer, Sarah Jane Morris, Romano Mussolini, Lino Patruno, Clark Terry, Miroslav Vitous, Cedar Walton oder Bob Wilber. Auch ist er auf Alben von Gianni Basso, Enrico Rava, Andrea Pozza, Bruno Di Filippi/Gianni Coscia, Furio Di Castri, Michael Rosen, Michela Lombardi/Renato Sellani, Fritz Hartschuh, Danilo Rea und Massimo Ranieri zu hören.
Bagnoli, der wegen seines gekonnten Einsatzes des Jazzbesens den Spitznamen Brushman trägt, lehrte an zwei Konservatorien Italiens. Er verfasste ein Lehrbuch über das Besenspiel (Spazzole, ultima frontiera, 2005).

## Diskografische Hinweise
- Giampiero Prina, Marco Brioschi, Andrea Dulbecco, Riccardo Fioravanti, Stefano Bagnoli In a Sentimental Mood (CDpM LION, 2001)
- Sellani, De Aloe, Moriconi, Bagnoli Il Poeta (Abeat Records, 2001)
- Mariano Deidda, Enrico Rava, Gianni Coscia, Stefano Bagnoli Interpreta Pessoa Nel Mio Spazio Interiore (Setteottavi, 2003)
- Dado Moroni, Andrea Dulbecco, Riccardo Fioravanti, Enzo Zirilli, Stefano Bagnoli with Tom Harrell The Cube (Abeat Records, 2008)
- Dado Moroni, Andrea Dulbecco, Riccardo Fioravanti, Enzo Zirilli, Stefano Bagnoli with Tom Harrell, Bob Mintzer Quiet Yesterday (Abeat Records, 2012)
- Giovanni Mazzarino, Riccardo Fioravanti, Stefano Bagnoli Songs (Jazzit Records, 2014)
- Stefano Bagnoli We Kids Trio The Music of Billy Strayhorn (Jazzit, 2015)
- Rimbaud (Tǔk Music, 2017, solo, auch weitere Instrumente wie Piano oder Vibraphon)
- Stefano Bagnoli We Kids Trio Brakeless (Abeat, 2018; mit Giuseppe Vitale, Stefano Zambon sowie Francesco Patti, Giuseppe Cucchiara)[3]
- Stefano Bagnoli We Kids Trio Dali (Tǔk Music, 2019)